# Goldschale von Altstetten

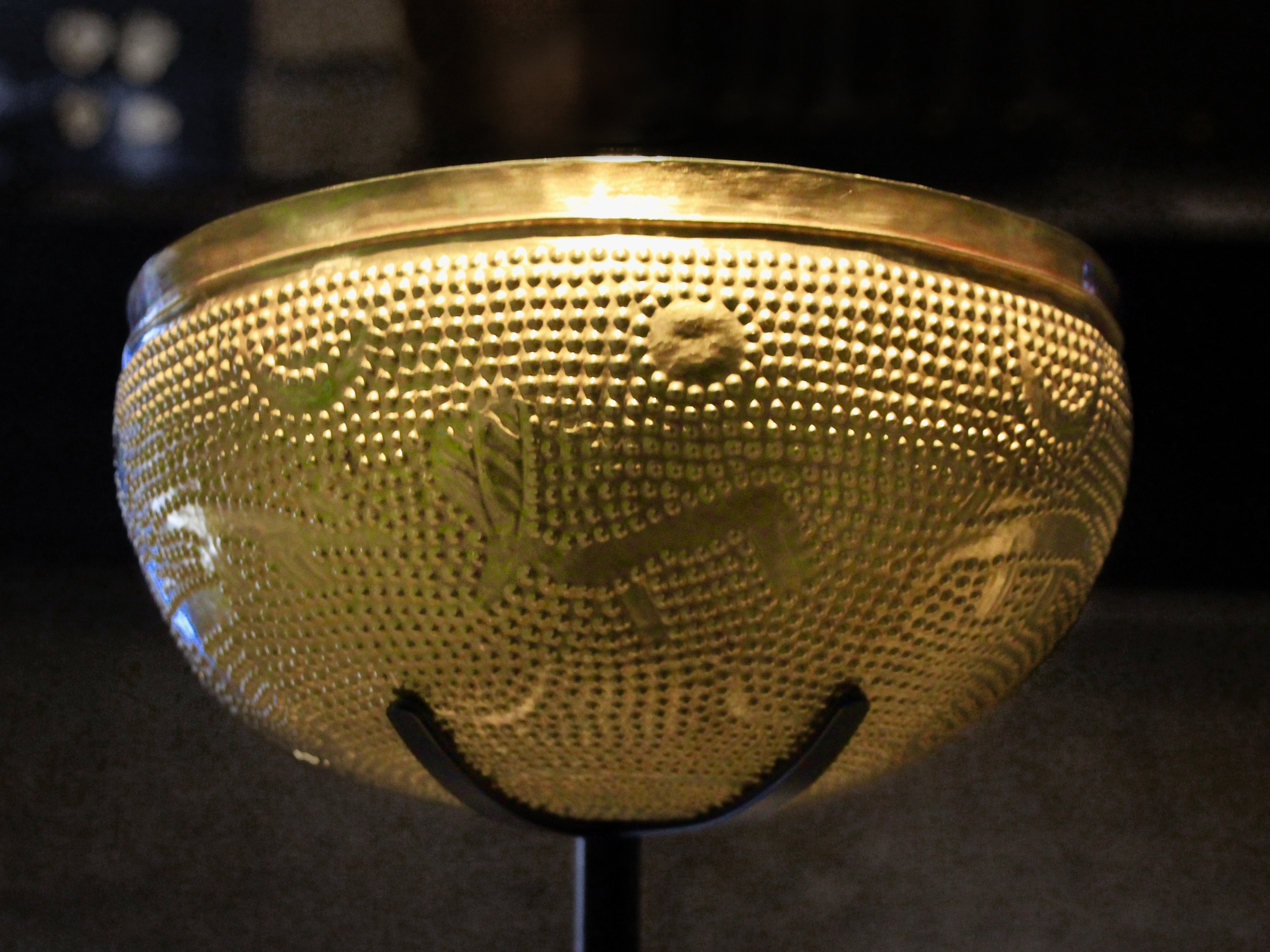
Nach der Restaurierung

Die Goldschale von Altstetten wurde 1906 in Zürich-Altstetten gefunden. Sie stammt aus der Spätbronzezeit und gilt mit einem Gewicht von 910 Gramm als eines der bisher schwersten Goldgefässe jener Epoche in Europa. Sie ist in der Dauerausstellung Archäologie Schweiz im Schweizerischen Landesmuseum in Zürich ausgestellt, gleich neben dem Goldschatz von Erstfeld.

## Entdeckung

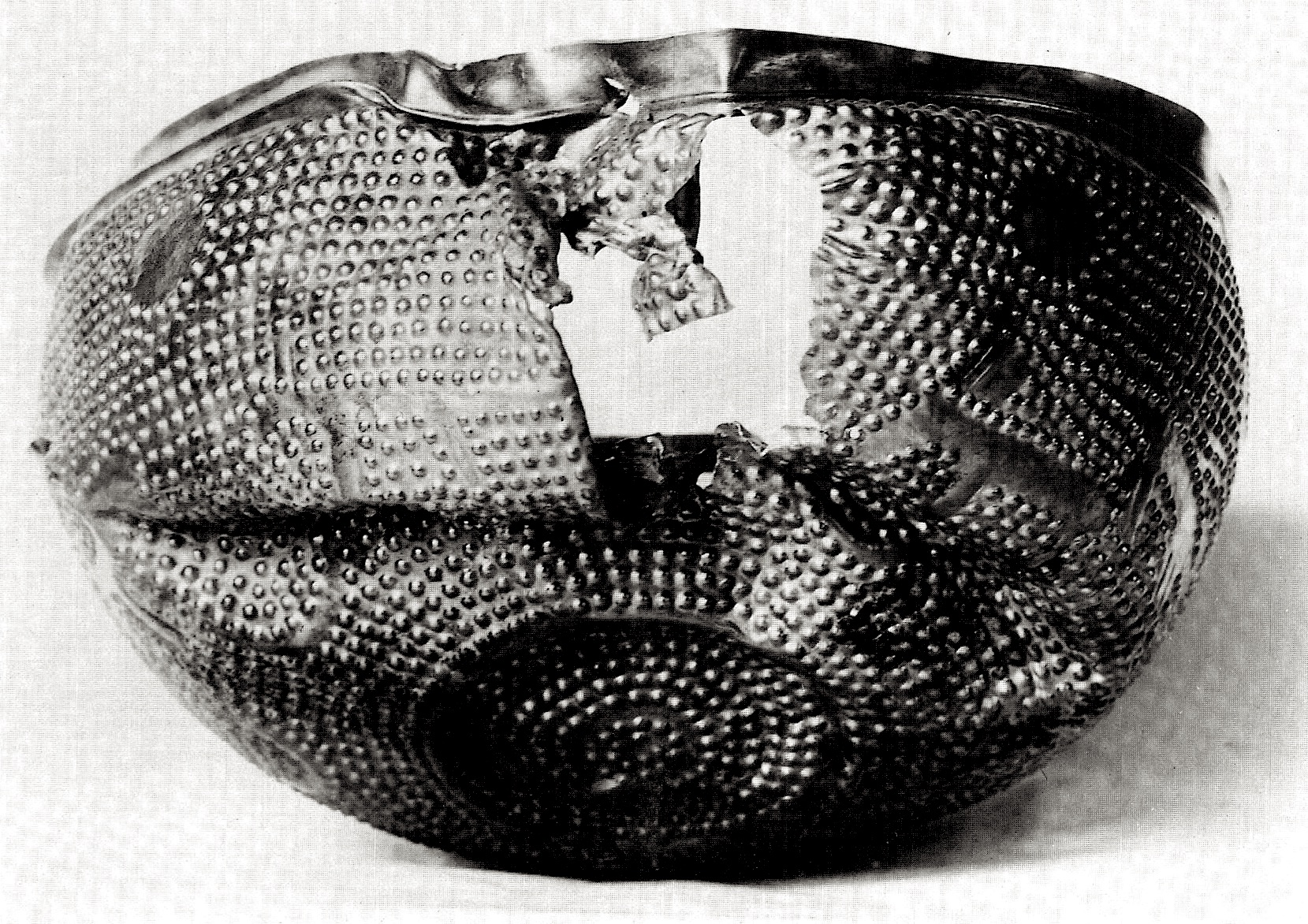
Zustand nach der Bergung

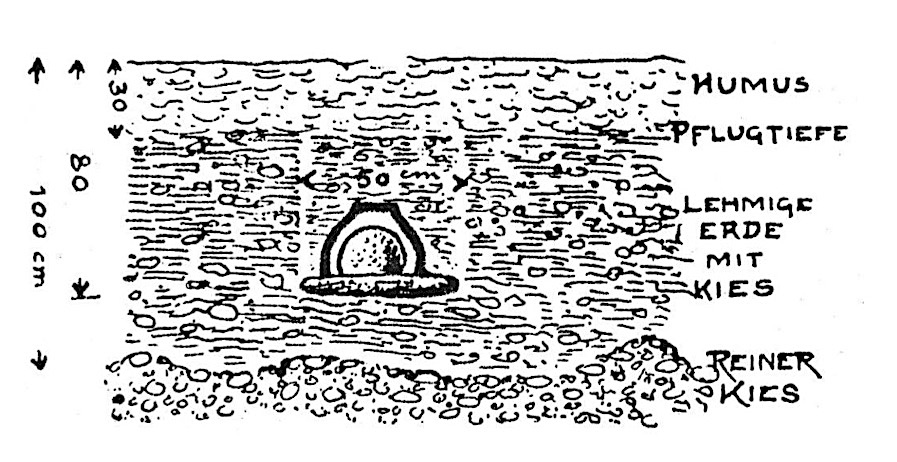
Fundlage

Am 17. Oktober 1906 stiess der Bauarbeiter Härri beim Gleisbau der Bahnlinie Zürich-Altstetten nordwestlich des Güterbahnhofs Zürich beim Graben eines Schachtes auf eine graue Masse, die er für einen Stein hielt. Sie lag rund einen Meter tief im Boden in einer 70 Zentimeter starken Schicht aus lehmigem, mit Kies durchsetztem Material, die ihrerseits 30 Zentimeter mit Humus überdeckt war. Als er mit seinem Pickel darauf schlug und dann von unten versuchte, sie von der Erde zu lösen, zerbrach die Masse in einzelne Stücke und die Schale kam zum Vorschein.
Wie eine Untersuchung der Fundstelle ergab, wurde die Schale an den Grund eines ca. 80 cm tiefen und 50 cm breiten Schachtes mit der Öffnung nach unten auf einer Steinplatte gelegt. In der Schale soll eine weissliche, staubähnliche Masse gelegen haben, bei der es sich um Leichenbrand gehandelt haben könnte. Da der Arbeiter annahm, es handle sich um «Erde», schüttete er sie weg. Auch die Steinplatte wurde nicht geborgen.
Bedeckt war die Schale mit einem grauen Keramiktopf, von dem der Arbeiter zwei Scherben aufhob; sie sollen auf der Aussenseite mit Fingerstrichen verziert gewesen sein. Heute sind sie verschwunden. Untersuchungen des Terrains in der Umgebung des Fundplatzes ergaben keine weiteren Hinweise.
Die Schale war bei der Entdeckung zerbeult, sonst aber gut erhalten. Auch war das Loch, das durch den Pickelschlag Härris entstanden war, weiter aufgerissen. Bei der Restaurierung gelang es, der Schale die ursprüngliche Form wieder zu geben, die aufgerissene Stelle wieder etwas zusammengefügt, um dadurch die Öffnung zu verkleinern. Nach der Entdeckung wurde die Schale der Direktion der Schweizerischen Bundesbahnen übergeben, die sie später dem Landesmuseum schenkte.

## Beschreibung
Die halbkugelige Schale besteht aus sogenanntem 22-karätigem Seifengold; natürlich vorkommendes Gold, das sich in Flüssen und Bächen ansammelt. Sie hat einen Durchmesser von 25 cm, ist 12 cm hoch und 907,3 Gramm schwer. Der Rand ist 1,3 cm hoch, die Bodenfläche hat einen Durchmesser von 8,2 cm. Die Dicke des Goldbleches schwankt zwischen 0,4 mm und 2 mm.
Die Schale besteht aus einem einzigen Stück Goldblech und ist mit von innen herausgetriebenen Buckeln mit einem Durchmesser von 4 mm verziert. Die Form der Figuren wurde ausgespart. Gut erkennbar sind in der obersten Reihe vier Mondsicheln und vier Kreise, die sich abwechseln. Sie haben einen Durchmesser von 2 cm und könnten Sonnen oder Vollmonde darstellen. Auf der untersten Reihe sind sieben regelmässig verteilte liegende Mondsicheln dargestellt.

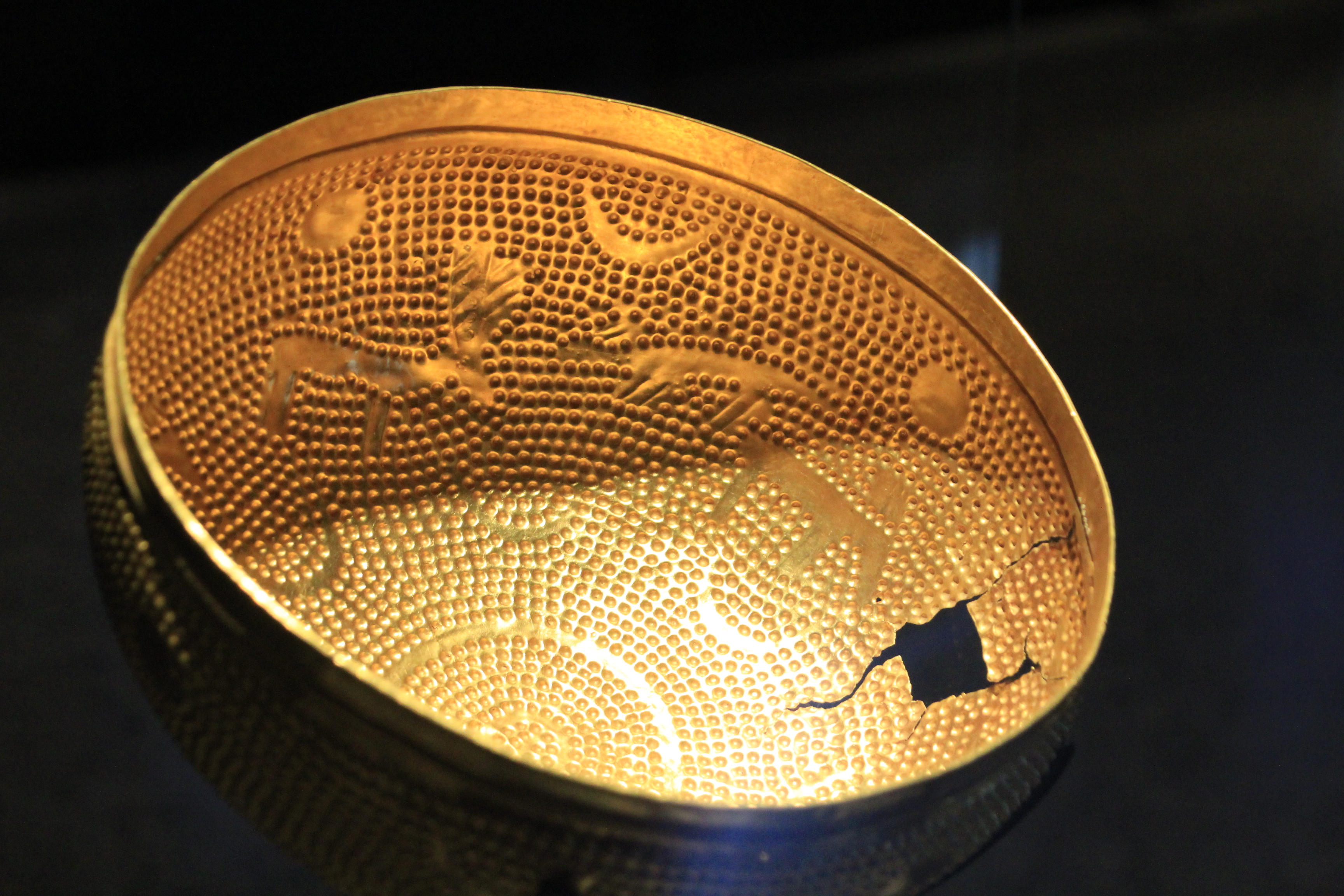
Innere Seitenwand
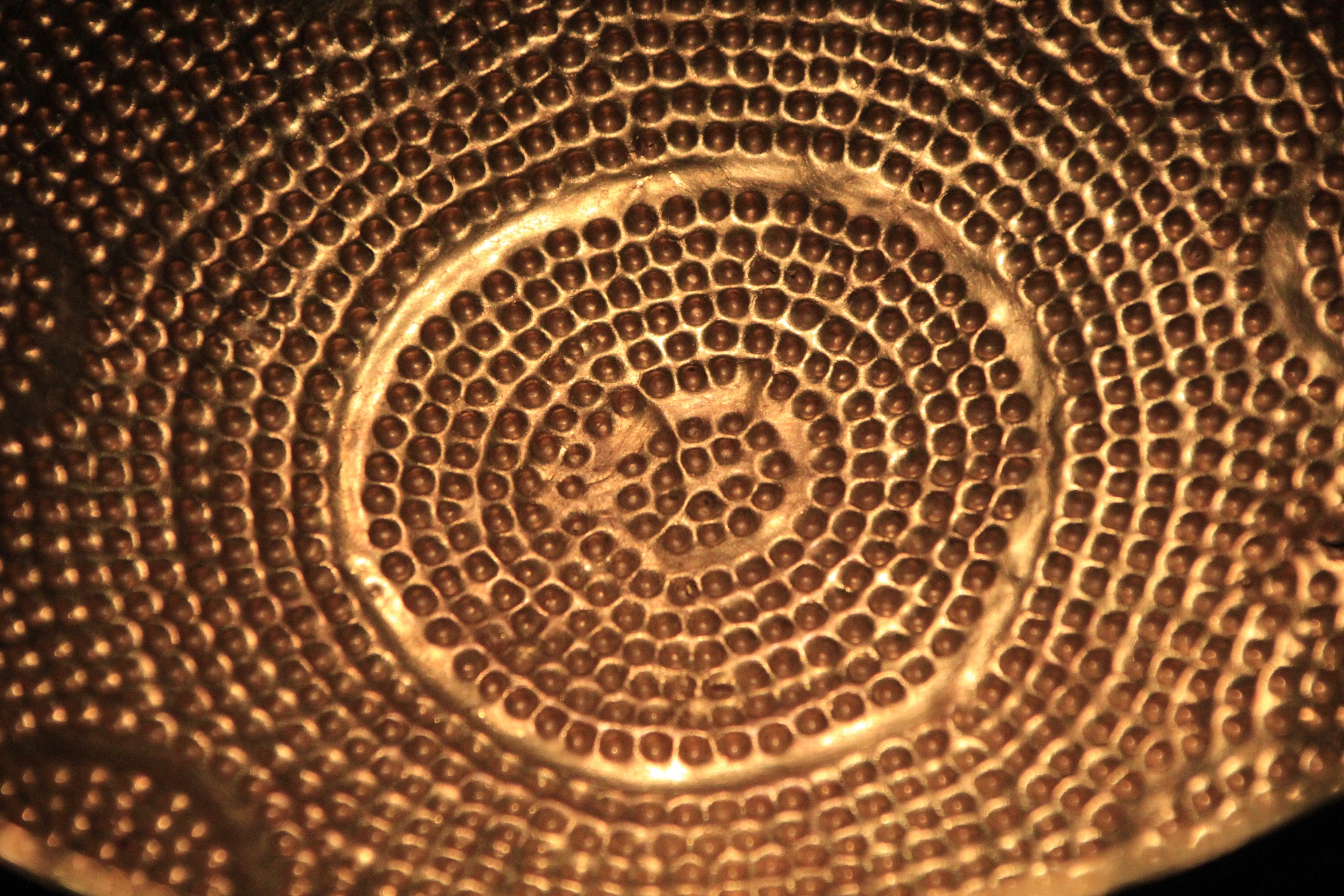
Boden, Innenseite
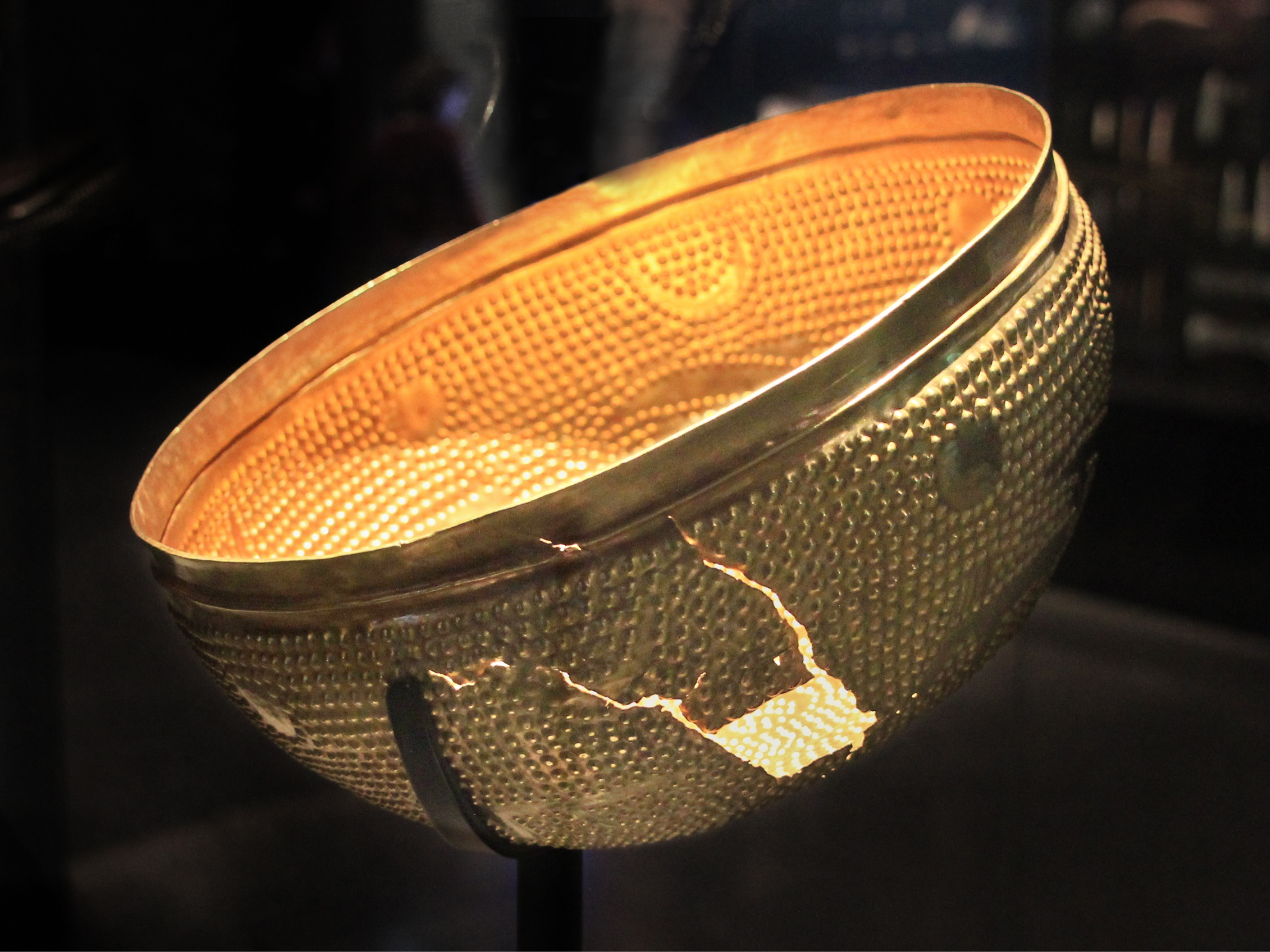

In der mittleren Reihe sind schematisch sieben Tiere abgebildet, von denen die Hirsche am besten zu erkennen sind. Bei vier anderen handelt es sich um ziegenähnliche Tiere und bei einem vielleicht um einen Fuchs. Sechs Tiere schauen nach links, eines nach rechts. Alle sind in Ruhestellung, keines geht oder springt.
Eine spektralanalytische Analyse des Goldblechs durch das Labor des Württembergischen Landesmuseums ergab einen Goldgehalt von 85,36 %, Silber 4 %, Kupfer 0,4 % und Zinn 0,24 %. Daraus geht hervor, dass die Schale nicht aus Berggold besteht, da dieses kein Zinn enthält. Ob der Silberanteil natürlich ist oder das Silber hinzugefügt wurde, konnte nicht geklärt werden. Beim Kupferanteil handelt es sich um eine natürliche Beimengung. Die Herkunft des Goldes konnte in der Analyse ebenfalls nicht geklärt werden; es ist denkbar, dass es aus schweizerischen Gewässern stammt.
Über den Verwendungszweck der Schale können nur Vermutungen angestellt werden; ob sie in einem kultischen Zusammenhang verwendet wurde, ob es sich um eine Weihegabe handelt oder ob sie als Urne diente, ist nicht klar. Die erste Beschreibung der Schale veröffentlichte der Zürcher Sekundarlehrer und Historiker Jakob Heierli (1853–1912) 1907 im Anzeiger für Schweizerische Altertumskunde.

## Ausführung

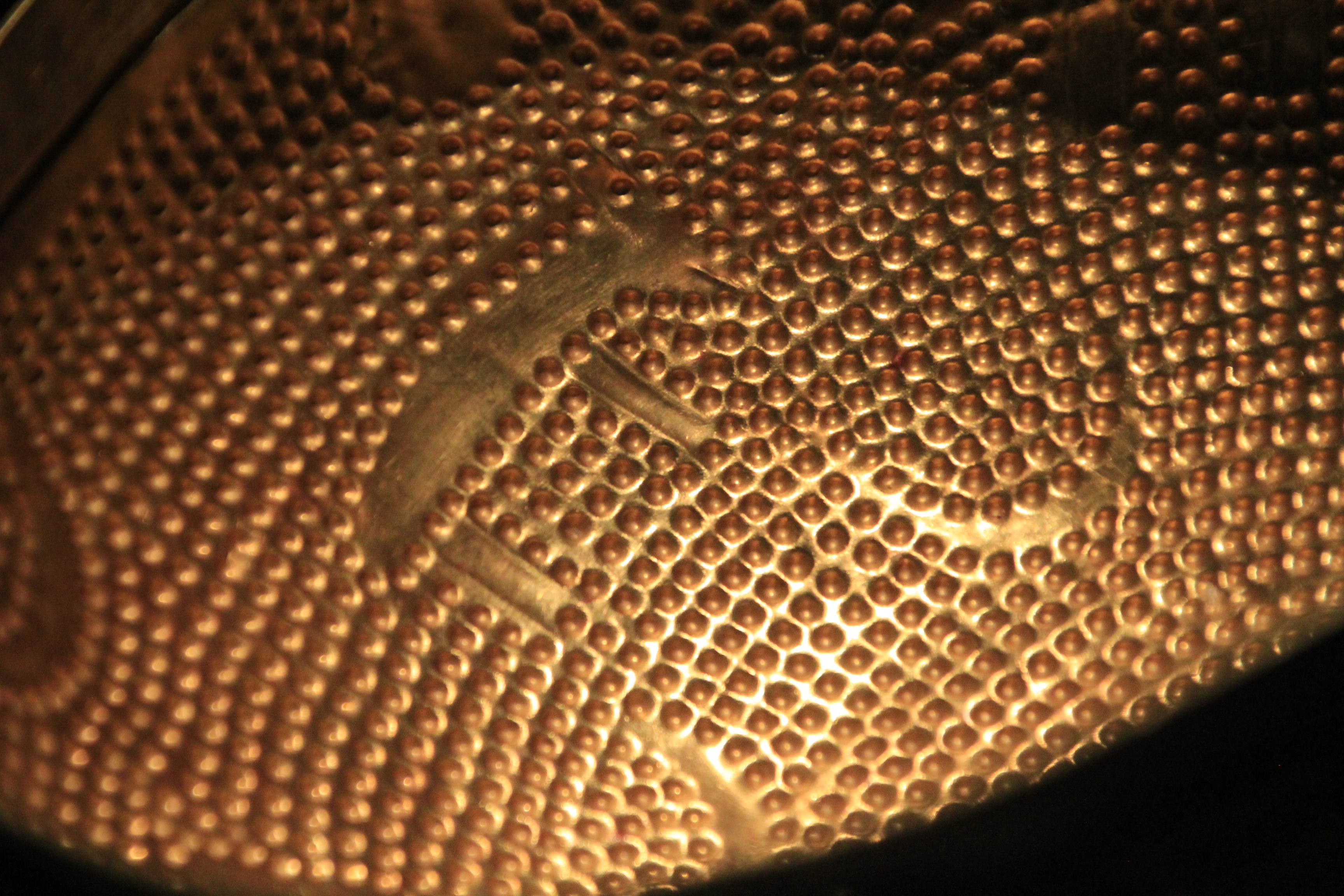
Detail

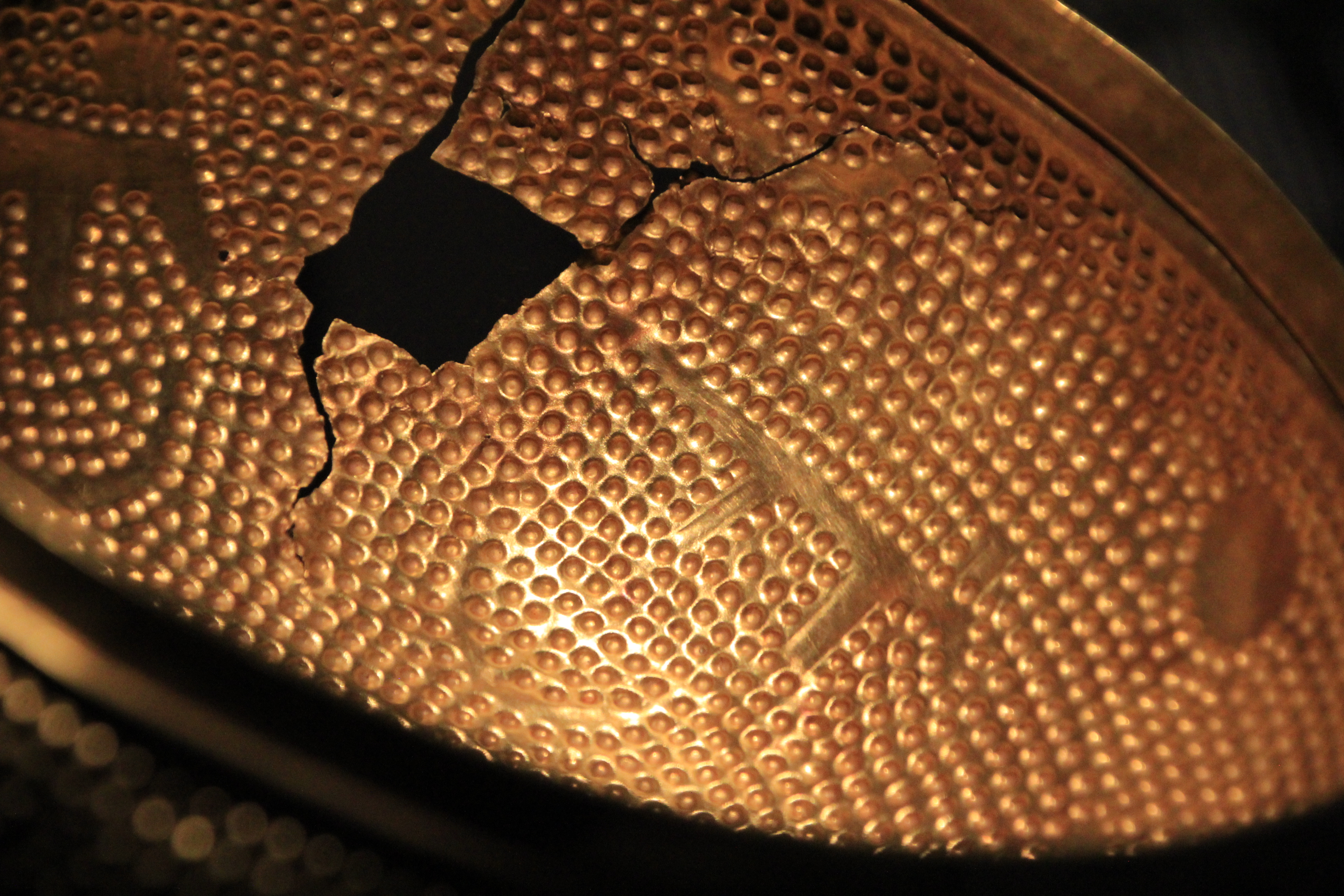
Detail

Zuerst wurde aus einem runden Stück Goldblech der Gefässkörper getrieben, wobei das Metall durch Erwärmen dabei immer wieder geschmeidig gemacht werden musste. Nicht auszuschliessen ist, dass vor dem Treiben eine Rohform der Schale gegossen worden ist. Sehr feine, zum Teil von blossem Auge kaum erkennbare Ritzlinien um manche Figuren zeigen, dass diese mit einer Reissnadel vorgezeichnet worden sind. Warum die Vorritzungen auf der Aussenseite angebracht wurden und nicht auf der Innenseite, wo die Buckelchen in das Blech geschlagen wurden, liess sich nicht beantworten. Möglicherweise erhielt der Goldschmied dadurch eine bessere Übersicht über die Wirkung seiner Darstellung. Ritzlinien, die in gerader Linienführung über Buckel hinweg verlaufen, zeigen, dass die Linien gezeichnet wurden, bevor die Buckel geschlagen wurden.
Anschliessend wurden mit einer Punze die Buckel in die Schale ziseliert, wobei zuerst die Figuren umrandet wurden. Zuletzt wurden die waagrechten Reihen geschlagen. Auch die horizontal verlaufende Rippe am Rand des Gefässes wurde von innen herausgearbeitet.

## Alter
Da es sich bei der Goldschale um einen zufälligen Einzelfund ohne Zusammenhang mit einer Fundumgebung handelt, ist eine Altersbestimmung schwierig; eine abschliessende Altersbestimmung konnte bisher nicht vorgenommen werden. Dass das Gefäss für diesen Raum einzigartig ist, erschwert eine Altersbestimmung zusätzlich. Anfänglich wurde die Schale von Jakob Heierli, Emil Vogt und anderen in Anlehnung an italienische Vorbilder der Hallstattzeit zugeschrieben, später wurde sie aufgrund von Vergleichen mit ähnlichen Gefässen auf die späte Bronzezeit datiert.